# Гуинет Полтроу
Гуинет Кейт Полтроу (на английски: Gwyneth Kate Paltrow) е американска театрална, филмова актриса и певица, носителка на награди „Златна камера“, „Сателит“, „Златен глобус“, „Еми“ и „Оскар“, номинирана е за награда на БАФТА, „Грами“ и две награди „Сатурн“. Известни филми с нейно участие са „Плът на раздора“, „Хук“, „Седем“, „Големите надежди“, „Влюбеният Шекспир“, „Кланът Тененбаум“, „Железният човек“, „Железният човек 2“, „Отмъстителите“, „Железният човек 3“, сериалът „Клуб Веселие“ и други. От 2010 г. има звезда на Холивудската алея на славата. През 2013 г. е обявена за „най-красивата жена“ от списание „Пийпъл“.

## Биография
Гуинет Полтроу е родена на 27 септември 1972 г. в Лос Анжелис, Калифорния. Баща ѝ Брус Полтроу е режисьор и продуцент, майка ѝ Блайт Данър е актриса, а брат ѝ Джейк Полтроу е режисьор и сценарист. Семейството на баща ѝ са ашкенази имигрирали от Беларус и Полша, докато майка ѝ е потомък на пенсилвански немци и бели барбадосци.
Гуинет израства в Санта Моника и учи в „Crossroads School for Arts & Sciences“, а след това в девическото частно училище „Спенс“ в Ню Йорк. Когато е на 15 години, учи една година в Испания по програма за ученически обмен, където се научава да говори испански език. Завършва „Спенс“ през 1990 г. По-късно за кратко следва антропология в Калифорнийския университет, но прекъсва образованието си, за да преследва актьорска кариера.
След филма „Седем“ Гуинет започва връзка с актьора Брад Пит. Двамата се сгодяват през декември 1996 г., но се разделят през юни 1997 г. От 1997 до 2000 г. има връзка с актьора Бен Афлек. През 2002 г. се запознава с Крис Мартин, вокал на групата „Колдплей“. През 2003 г. двамата сключват брак в тесен кръг в хотел в Южна Калифорния. Полтроу и Мартин имат две деца – момиче на име Епъл и момче на име Моузес. През 2014 г. Гуинет обявява, че семейството се разделя и е подадена молба за развод, причината е „непреодолими различия“. През 2015 г. се развеждат.
От месец август 2014 г. има любовна връзка с Брад Фолчък, който един от създателите на сериала „Клуб Веселие“. Двамата сключват брак на 29 септември 2018 г.

## Кариера
Актьорският ѝ дебют е през 1989 г. в телевизионния филм „High“, който е режисиран от баща ѝ. Професионалният ѝ театрален дебют е през 1990 г. на театралния фестивал в Уилямстаун.

## Избрана филмография

### Кино
| година | филм                                       | оригинално заглавие                   | роля                   | режисьор                  |
| ------ | ------------------------------------------ | ------------------------------------- | ---------------------- | ------------------------- |
| 1991   | Хук                                        | Hook                                  | младата Уенди          | Стивън Спилбърг           |
| 1993   | Злоба                                      | Malice                                | Пола Бел               | Харолд Бекер              |
| 1993   | Плът на раздора                            | Flesh and Bone                        | Джини                  | Стив Клоувс               |
| 1995   | Джеферсън в Париж                          | Jefferson in Paris                    | Патси Джеферсън        | Джеймс Айвъри             |
| 1995   | Седем                                      | Seven                                 | Трейси Милс            | Дейвид Финчър             |
| 1996   | Сидни                                      | Hard Eight / Sydney                   | Клементайн             | Пол Томас Андерсън        |
| 1996   | Чуждо погребение                           | The Pallbearer                        | Джули ДеМарко          | Мат Рийвс                 |
| 1996   | Ема                                        | Emma                                  | Ема Уудхаус            | Дъглас Макграт            |
| 1998   | Плъзгащи се врати                          | Sliding Doors                         | Хелън Куили            | Питър Хауит               |
| 1998   | Перфектно убийство                         | A Perfect Murder                      | Емили Тейлър           | Андрю Дейвис              |
| 1998   | Големите надежди                           | Great Expectations                    | Естел                  | Алфонсо Куарон            |
| 1998   | Влюбеният Шекспир                          | Shakespeare in Love                   | Виола де Лесепс        | Джон Мадън                |
| 1999   | Талантливият мистър Рипли                  | The Talented Mr. Ripley               | Мардж Шерууд           | Антъни Мингела            |
| 2000   | Неочакван обрат                            |                                       |                        |                           |
| 2000   | Купонджии                                  |                                       |                        |                           |
| 2001   | Свалячът Хал                               | Shallow Hal                           | Розмари                | Питър Фарели, Боби Фарели |
| 2001   | Кланът Тененбаум                           | The Royal Tenenbaums                  | Марго Тененбаум        | Уес Андерсън              |
| 2002   | Царството на спомените                     | Possession                            | Мод Бейли              | Бари Левинсън             |
| 2002   | Остин Пауърс в Златния член                | Austin Powers in Goldmember           | себе си                | Джей Роуч                 |
| 2003   | Силвия                                     | Sylvia                                | Силвия Плат            | Кристин Джефс             |
| 2003   | Поглед от върха                            | View from the Top                     | Дона Дженсън           | Бруно Барето              |
| 2004   | Небесният капитан и светът на утрешния ден | Sky Captain and the World of Tomorrow | Поли Пъркинс           | Кери Конран               |
| 2005   | Доказателството                            | Proof                                 | Кетрин                 | Джон Мадън                |
| 2008   | Любовници                                  | Two Lovers                            | Мишел                  | Джеймс Грей               |
| 2008   | Железният човек                            | Iron Man                              | Вирджиния (Пепър) Потс | Джон Фавро                |
| 2010   | Железният човек 2                          | Iron Man 2                            | Вирджиния (Пепър) Потс | Джон Фавро                |
| 2011   | Заразяване                                 | Contagion                             | Бет Емхов              | Стивън Содърбърг          |
| 2012   | Отмъстителите                              | The Avengers                          | Вирджиния (Пепър) Потс | Джос Уидън                |
| 2013   | Железният човек 3                          | Iron Man 3                            | Вирджиния (Пепър) Потс | Шейн Блек                 |
| 2015   | Мордекай                                   | Mortdecai                             | Джоана                 | Дейвид Кеп                |

### Телевизия
| година      | филм         | оригинално заглавие | роля         | режисьор | бележки   |
| ----------- | ------------ | ------------------- | ------------ | -------- | --------- |
| 2010 – 2014 | Клуб Веселие | Glee                | Холи Холидей | екип     | ТВ сериал |